# 薩摩川辺駅
薩摩川辺駅（さつまかわなべえき）は、かつて鹿児島県川辺郡川辺町（現・南九州市）にあった鹿児島交通知覧線の駅（廃駅）である。

## 歴史
- 1927年（昭和02年）6月1日：薩南中央鉄道開業と共に開業[1]。
- 1930年（昭和05年）11月15日：当駅 - 知覧間延伸により中間駅となる[2]。
- 1943年（昭和18年）2月1日：薩南中央鉄道が南薩鉄道に吸収合併され、同社知覧線の駅となる[3][4]。
- 1965年（昭和40年）11月15日：知覧線廃止に伴い廃駅[5]。

## 駅構造
地上駅であった。

## 隣の駅
鹿児島交通
知覧線
田部田駅 - 薩摩川辺駅 - 野間駅